# بنجامين نيوتن ديوك
بنجامين نيوتن ديوك (بالإنجليزية: Benjamin Newton Duke)‏ هو رائد أعمال أمريكي، ولد في 25 أبريل 1855 في درم في الولايات المتحدة، وتوفي في 8 يناير 1929 في نيويورك في الولايات المتحدة.